# Vermeș
Vermeș è un comune della Romania di 1728 abitanti, ubicato nel distretto di Caraș-Severin, nella regione storica del Banato.
Il comune è formato dall'unione di 3 villaggi: Ersig, Izgar, Vermeș.